# Talafsa
Talafsa ou Thalafsa (en tifinagh : ⵜⴰⵍⴰⴼⵙⴰ, « Vipère »), est un dragon aquatique féminin de la mythologie libyque.
Le mythe est largement répandu à travers l'Afrique du Nord et plus particulièrement dans les contes Kabyles et Rifains. Elle rejoint une longue tradition mythique de la bête à sept têtes, et serait donc un équivalent berbère de la légende de l'Hydre de Lerne.
La créature est généralement décrite comme une force destructrice et mangeuse de chaire humaine dotée de sept têtes monstrueuses. Elle hante les forêts et les montagnes ou elle se terre dans les sources et points d'eau indispensable aux habitants ruraux. Maitresse des fontaines et puits, elle exige aux villageois de livrer une jeune fille en guise de sacrifice annuel, faute de quoi ils mourront de soif.

## Croyances et légendes
Selon une légende; deux jeunes demi-frères dont l'un a perdu sa mère, orphelin, laminé par les mauvais traitements de sa marâtre, décide de quitter le pays. Son demi-frère qui lui porte une grande affection tente de le retenir auprès de lui. En vain. Le jeune homme, avant de partir, plante un oranger (ou figuier, selon les variantes) et recommande à son demi-frère de l'arroser, « si les feuilles verdissent, prévient-il, c'est que je serai en bonne santé ; si elle jaunissent, c'est qu'un grave péril pèsera sur moi ». Le voyageur solitaire chemine durant de longues semaines et son arbrisseau produit un magnifique feuillage. Un macabre jour, les feuilles jaunissent subitement : Arrivé devant la fontaine d'un village, il trouve une jeune fille en pleurs sur la margelle de la fontaine ;
— « Qu'as-tu donc à pleurer ainsi ? » demanda-t-il.
— « Je suis la fille du roi. Et cette fontaine est la propriété de l'hydre à sept têtes. Chaque jour, pour nous donner de l'eau, la bête exige de manger une fille; aujourd'hui, mon tour d'être dévorée est arrivé ».
Le jeune homme se trouvait alors nez à nez avec la redoutable dragonne Talafsa. Le héros défait finalement la bête dans un combat acharné et épouse la jeune fille.
Une autre version du mythe raconte qu'un jeune héro afin de sauver une jeune fille et son village, s'est confronté à Talafsa. Cette dernière, cachant ses six têtes sous l’eau, l'affronta avec une seule tête et lui cracha du venin avec une puissance inouïe, jusqu’à ce que le héros perde une partie de son armure. Sans pour autant rebrousser chemin, et toujours aussi déterminé, d’un coup d’épée, il lui transperçât la tête en deux. Plus forte et furieuse que jamais, Talafsa lui sortit sa deuxième tête, puis sa troisième, puis sa septième et enfin sa dernière tête, qu’il arracha sans scrupule d'un coup triomphant. Le héros vainquît alors la créature et fut glorifié par le roi en personne.
Selon la légende des Aït Yeǧǧer en Kabylie, rapporté par Jean Servier, u forgeron du nom d'Amara est le premier des occupants de l'actuel territoire de Tifrit n'Aït oumalek, il s'installa au lieu dit Bezziwa ; Il apprit que ses voisins étaient soumis à un lourd tribut d'une hydre dénommée Talafsa qui vivait dans une source et auquel il fallait chaque matin donner une jeune fille en pâture; Amara s'en fut à la source déguisé en femme afin d'appâter la bête, emportant avec lui du charbon, un soufflet, des pinces et une pointe d'araire. Il fait rougir la pointe et lorsqu'au lever du soleil le dragon vint pour le dévorer, il lança dans sa gueule ouverte, du bout de ses pinces ; la pointe rougie. Le dragon poussa dès lors un cri terrible, une vapeur humide sorti de sa gueule qui recouvrit la montagne voisine, puis elle disparut dans la source. La montagne, sous l'haleine du dragon, s'était alors recouverte de chênes.